# Llista de sobirans de Bulgària
Llista de sobirans de Bulgària, que van governar el país amb algunes interrupcions del 681 fins a l'abolició de la monarquia el 15 de setembre de 1946. Les dominacions estrangeres principals foren la romana d'Orient (dos segles) i otomana (cinc segles). Els monarques van portar el títol de kan, després de kniaz i més tard tsar.

## Llista de sobirans de Bulgària

### Primer Imperi Búlgar(681-1018)
| Imatge                              | Títol | Nom                   | Regnat        | Notes/mort |
| ----------------------------------- | --- | --------------------- | ------------- | --- |
| Dinastia Dulo (681-753)             | |                       |               | |
|                                     | Kan | Asparukh Khan         | 681-700       | fill del kan Kubrat, governant de la Gran Bulgària; després de la victòria en la batalla d'Ongal el 680 va formar el modern país de Bulgària. Va morir el 700 en batalla contra els khàzars.                                                                     |
|                                     | Khan | Tervel                | 700-721       | va rebre el títol de cèsar el 705. Tervel fou conegut com el Salvador d'Europa per la decisiva batalla victoriosa contra els àrabs al setge de Constantinoble (717-718). Va morir el 721.                                                                        |
|                                     | Khan | Kormissoix (Kormessi) | 721-738       | Data de la mort desconeguda. |
|                                     | Khan | Sevar                 | 738-753       | Darrer sobirà de la dinastia Dulo. Va morir de mort natural o fou destronat el 753. |
| clan Vokil (753-762)                | |                       |               | |
|                                     | Khan | Kormissoix            | 753-756       | Inici d'un període de inestabilitat interna. Deposat el 756. |
|                                     | Khan | Vinekh                | 753-760       | Assassinat el 760. |
| clan Ugain (762-765)                | |                       |               | |
|                                     | Khan | Telets                | 760-763       | Assassinat el 763. |
| No dinàstic (765-766)               | |                       |               | |
|                                     | Khan | Sabin                 | 763-765       | Probablement d'origen eslau. Deposat pel Consell del Poble el 766, va fugir a l'Imperi Romà d'Orient. |
| clan Vokil (766)                    | |                       |               | |
|                                     | Khan | Umor o Rumar          | 766           | va governar només 40 ddies. Deposat el 766 va fugir a l'Imperi Romà d'Orient. |
| No dinàstic (766-803)               | |                       |               | |
|                                     | Khan | Toktu                 | 766-767       | Morts als boscos del Danubi el 767 pels seus opositors. |
|                                     | Khan | Pagan o Baian         | 767-768       | Assassinat pels seus criats a la regió de Varna. |
| Telerig                             | Khan | Telerig               | 768-777       | Va fugir a Constantinoble el 777 i es va batejar. |
|                                     | Khan | Kardam                | 777-803       | Final de la crisi. Consolidació del país. Data de la mort desconeguda. |
| Dinastia Krum/Dulo (803-977)        | |                       |               | |
| Krum                                | Kan | Krum                  | 803-814       | Famós per la batalla de Pliska en la qual va morir l'emperador romà d'Orient Nicèfor I el Logoteta, i també per les seves lleis. Va morir per causes naturals el 13 d'abril del 814. Hi ha algunes teories sobre la seva mort.                                   |
| Omurtag                             | Gran Khan (Kanasubigi), Ruler of the many Bulgarians                                                                  | Omurtag               | 814-831       | conegut per la seva política constructiva, les reformes administratives i la persecució del cristians. |
|                                     | Khan | Malamir               | 831-836       | Tercer (i petit) fill d'Omurtag. Mort de causes naturals encara jove. |
|                                     | Khan | Presian I             | 836-852       | Quasi tota Macedònia fou agregada a Bulgària. |
| Boris I                             | Khan/príncep (Knyaz)                                                                                                  | Boris I               | 852-889       | Cristianització de Bulgària; adopció de l'antic búlgar com llenguatge oficial de l'estat i l'església; coneixement com autocèfala de l'església búlgara. Va abdicar el 883, mort el 2 de maig de 902, quan tenia uns 80 anys. Fou declarat sant.                 |
|                                     | Príncep | Vladímir Pacate       | 889-893       | Fill gran de Boris I. Va intentar restaurar el tengrisme. Deposat i encegat pel seu pare el 893. |
|                                     | Príncep/Emperador (Tsar) Emperador dels Búlgars i els Romans (títol reclamat) Emperador del Búlgars (títol reconegut) | Simeó I               | 893-927       | Tercer fill de Boris I, preparat per ser sacerdot però entronitzat durant el Consell de Preslav. Bulgària va arribar al seu apogeu i màxima extensió superficial. La cultura va viure la seva edat d'or. Mor d'un atac de cor el 27 de maig de 927, amb 63 anys. |
|                                     | Emperador Emperador dels Búlgars                                                                                      | Pere I                | 927-969       | Segon fill de Simeó I. Els seus 42 anys de govern és el regnat més llarg de la història de Bulgària. Va abdicar el 969 i va morir com a monjo el 30 de gener del 970. Proclamat com a sant.                                                                      |
| Boris II de Bulgària                | Emperador | Boris II              | 970-971       | Fill gran de Pere I. Destronat pels romans d'Orient el 971. Mort per accident pels guàrdies de frontera el 977 quan intentava tornar al país. |
| Romà de Bulgària                    | Emperador | Romà de Bulgària      | 977-991 (997) | Segon fill de Pere I. Castrat pels romans d'Orient va poder fugir a Bulgària el 977. Capturat en una batalla pels romans d'Orient el 991 va morir presoner a Constantinoble el 997.                                                                              |
| Dinastia dels Cometopuls (997-1018) | |                       |               | |
| Samuel                              | Emperador Emperador dels Búlgars                                                                                      | Samuel                | 997-1014      | Co-governant i general sota Romà entre 976 i 997. Oficialment proclamat emperador de Bulgària el 997. Mort d'un atac de cor el 6 d'octubre de 1014, quan tenia 69 o 70 anys.                                                                                     |
|                                     | Emperador | Gabriel Radomir       | 1014-1015     | Fill gran de Samuel, coronat el 15 d'octubre de 1014. Assassinat pel seu cosí Joan Ladislau l'agost del 1015. |
|                                     | Emperador | Joan Ladislau         | 1015-1018     | Fill del noble Aron de Bulgària i nebot de Samuel. Mort en el setge de Dirràquion. La seva mort va suposar el final del Primer Imperi Búlgar que fou annexionat a l'Imperi Romà d'Orient.                                                                        |
|                                     | |                       |               | |

### Sobirans proclamats durant el domini romà d'Orient (1018-1185)
| Imatge                     | Títol     | Nom                        | Regnat    | Notes/mort |
| -------------------------- | --------- | -------------------------- | --------- | --- |
| Dinastia dels Cometopuls   |           |                            |           | |
| Pere II Delyan             | Emperador | Pere II Delian             | 1040-1041 | Deia ser descendent de Gavril Radomir. Va dirigir una revolta que va fracassar.                                                                      |
| Pere III o Constantí Bodin | Emperador | Pere III o Constantí Bodin | 1072      | Descendent de Samuel, fou proclamat emperador de Bulgària després de Pere I durant la revolta de Jordi Voitekh. Entre 1081 i 1101 fou rei de Duklja. |

### Segon Imperi Búlgar(1185–1396)
| Imatge                      | Títol                                                                                 | Nom                  | Regnat    | Notes/mort |
| --------------------------- | ------------------------------------------------------------------------------------- | -------------------- | --------- | --- |
| Dinastia Assèn              |                                                                                       |                      |           | |
|                             | Emperador                                                                             | Pere IV              | 1185-1190 | De nom Teodor, fou proclamar emperador amb el nom de Pere IV durant la reeixida revolta de Pere i Ivan. El 1190 va cedir el tron al seu germà petit.                                                                |
|                             | Emperador                                                                             | Ivan Assèn           | 1190-1196 | Germà petit de Pere IV. General victoriós, va governar fins al 1196 quan fou assassinat pel seu cosí Ivanko. |
|                             | Emperador                                                                             | Pere IV              | 1196-1197 | Assassinat el 1197. |
|                             | Emperador Emperador dels Búlgars i Vlacs                                              | Kaloian Assèn        | 1197-1207 | Tercer germà de Pere i Ivan. Va expandir Bulgària i va reunir l'església búlgara amb la catòlica. Assassinat per conspiradors durant el setge de Salònica.                                                          |
| Boril                       | Emperador                                                                             | Boril                | 1207-1218 | Fill d'una germana de Kaloian. Deposat i cegat el 1218. |
|                             | Emperador Emperador dels Búlgars i Grecs                                              | Ivan Assen II        | 1218-1241 | Fill gran d'Ivan Assèn I. El segon imperi arriba al seu zenit. Mort per causes naturals el 24 de juny de 1241 quan tenia 46 o 47 anys.                                                                              |
|                             | Emperador                                                                             | Kaliman Assèn        | 1241-1246 | Fill d'Ivan Assèn II. Nascut el 1234, va morir enverinat el 1246 als 12 anys. |
| Miquel I Assèn              | Emperador                                                                             | Miquel I Assèn       | 1246-1256 | Fill d'Ivan Assen II. Assassinat pel seu cosí Kaliman. |
|                             | Emperador                                                                             | Kaliman Assèn II     | 1256      | Assassinat el 1256. |
|                             | Emperador                                                                             | Mitso Assèn          | 1256-1257 | Va fugir a l'Imperi de Nicea el 1261. |
| Constantí Tikh Assèn        | Emperador En Crist el Senyor i Pietòs Emperador i Autòcrata dels Búlgars              | Constantí Tikh Assèn | 1257-1277 | Bolyar de Skopie. Assassinat el 1277 pel líder camperol Ivailo de Bulgària. |
|                             | Emperador                                                                             | Ivan Assèn III       | 1279-1280 | Fill gran de Mitso Assèn. Va fugir a Constantinoble amb el tresor |
| No dinàstic                 |                                                                                       |                      |           | |
|                             | Emperador                                                                             | Ivailo               | 1277-1280 | Líder d'una revolta de camperols. Va fugir a l'Horda d'Or però fou assassinat per Nogai Noyan. |
| Dinastia Terter (1280–1292) |                                                                                       |                      |           | |
|                             | Emperador                                                                             | Jordi Terter         | 1280-1292 | Bolyar de Cherven. Va fugir a l'Imperi Romà d'Orient el 1292, mort a Bulgària el 1308-1309. |
| No dinàstic (1292–1300)     |                                                                                       |                      |           | |
|                             | Emperador                                                                             | Smilets              | 1292-1298 | Bolyar de Kopsis. Assassinat o mort per causes naturals el 1298. |
|                             | Emperador                                                                             | Txaga l'Usurpador    | 1299-1300 | fill de Nogai Noyan. Deposat i estrangulat a presó el 1300. |
| Dinastia Terter (1300–1322) |                                                                                       |                      |           | |
| Teodor Svetoslav            | Emperador                                                                             | Teodor Svetoslav     | 1300-1321 | Fill de Jordi Terter I. Va passar la seva joventut com a ostatge a l'Horda d'Or. El seu govern va marcar el renaixement de Bulgària. Mort per causes naturals el 1321, amb entre 50 i 55 anys.                      |
|                             | Emperador                                                                             | Jordi II Terter      | 1321-1322 | Fill de Teodor Svetoslav. Mort per causes naturals el 1322. |
| Dinastia Xixman (1323-1396) |                                                                                       |                      |           | |
|                             | Emperador                                                                             | Miquel Xixman        | 1323-1330 | Bolyar de Vidin. Ferit de mort en la batalla de Velbazhd el 28 de juliol del 1330 contra els serbis. |
|                             | Emperador                                                                             | Ivan Esteve          | 1330-1331 | Fill de Miquel III Shishman. Deposat el març de 1331, va fugir a Sèrbia. Hauria mort el 1373. |
| Ivan Alexandre              | Emperador En Crist el Pietós Senyor Emperador i Autòcrata de tots els Búlgars i Grecs | Ivan Alexandre       | 1331-1371 | Boiar de Lòvetx. Descendent de les dinasties d'Assèn, Terter i Shishman. Segona edat d'or de la cultura búlgara. Mort per causes naturals el 17 de febrer del 1371, deixant Bulgària dividida entre els seus fills. |
| Ivan Xixman                 | Emperador En Crist el Pietós Senyor Emperador i Autòcrata de tots els Búlgars i Grecs | Ivan Xixman          | 1371-1395 | Quart fill d'Ivan Alexandre. Decapitat pels otomans el 3 de juny del 1395. |
| Ivan Stratsimir             | Emperador Emperador dels Búlgars                                                      | Ivan Stratsimir      | 1356-1396 | Tercer fill d'Ivan Alexandre. Va governar a Vidin. Capturat pels otomans el 1396 fou empresonat a Bursa on fou estrangulat.                                                                                         |

### Principat de BulgàriaiRegne de Bulgària(1878–1946)
| Imatge                       | Títol              | Nom                | Regnat                                      | Notes/mort |
| ---------------------------- | ------------------ | ------------------ | ------------------------------------------- | --- |
|                              |                    |                    |                                             | |
| Casa de Battenberg           |                    |                    |                                             | |
|                              | Príncep            | Alexandre I        | 29 d'abril de 1879 - 7 de setembre de 1886  | Va abdicar sota pressió de Rússia. Mort el 23 d'octubre de 1893 a Graz. |
| Casa de Saxònia-Coburg-Gotha |                    |                    |                                             | |
| Ferran de Bulgària           | Príncep/rei (tsar) | Ferran de Bulgària | 7 de juliol de 1887 - 3 d'octubre de 1918   | va esdevenir tsar (internacionalment reconegut com a rei) quan es va proclamar la independència el 22 de setembre. Va abdicar el 3 d'octubre de 1918 després de derrota a la I Guerra Mundial. Mort el 10 de setembre de 1948 a Coburg (ciutat d'Alemanya). |
| Boris III                    | Rei (Tsar)         | Boris III          | 3 d'octubre de 1918 - 28 d'agost de 1943    | Mort el 28 d'agost de 1943 em circumstàncies poc clares. |
| Simeó II                     | Rei (Tsar)         | Simeó II           | 28 d'agost de 1943 - 15 de setembre de 1946 | Monarquia abolida pels comunistes. Va exercir com a 47è primer ministre de Bulgària entre el 24 de juliol de 2001 i el 17 d'agost de 2005. |

## Llista alternativa abreujada
Primer Imperi Búlgar
- Asparukh Khan 681-702
- Tervel 702-718
- Tovirem 718-725
- Sevar 725-740
- Cormisos 740-756
- Vinekh 756-762
- Telekh 762-765
- Sabin 765
- Magan (o Pagan) 765
- Sabin 765-767 (conserva el poder)
- Romar 767
- Toktu 767-772
- Tavkhan Bayan 767- ?
- Magan (o Pagan) (altre cop) 772
- Telerig 772-777
- Cardam 777-803
- Krum 803-814
- Ducum 814
- Tsoq 814-816
- Ditsen 814-816
- Omortag 816-831
- Malamir 831-836
- Presijan I 836-852
- Boris I de Bulgària 852-889
- Vladimir Pacate 889-893
- Simeó I el Gran 893-927
- Pere I de Bulgària 927-969
- Boris II 969-971
- Sviatoslav de Kiev (Príncep de Kiev 945-972) 969-971
- A l'Imperi Romà d'Orient 971-976
- David de Bulgària 976-987
- Moisès de Bulgària 976-987
- Aaron de Bulgària 976-987
- Samuel de Bulgària 976-1014
- Gabriel Rodomir 1014-1015
- Joan Ladislau de Bulgària 1015-1018
- Pressian II 1018

A l'Imperi Romà d'Orient
- - Ivats (rebel)
  - Tihomir (rebel)
  - Joan Vladimir (rebel)
  - Pere Delian 1040-1041 (rebel)
  - Alusian 1040-1041 (rebel)
  - Pere III (Constantí Bodin) 1072 (rebel)
  - Jordi Voitekh 1072-1073 (rebel)

Segon Imperi Búlgar
- Pere IV Asen de Bulgària 1185-1187
- Ivan I Assèn de Bulgària el Fort 1187-1196
- Pere IV (segona vegada) 1196-1197
- Kaloian de Bulgària 1197-1207
- Boril 1207-1218
- Ivan II Asen de Bulgària 1218-1241
- Kaliman Asen 1241-1246
- Miquel Asen 1246-1257
- Kaliman Asen II 1257-1258
- Miquel II (Miquel de Galítzia) 1257
- Constantí I Asen de Bulgària 1258-1277
- Ivailo 1277-1279
- Ivan Asen III 1279-1280 (destronat i exiliat a Constantinoble)
- Jordi Terter 1280-1292
- Smilets 1292-1295
- Ivan de Bulgària 1295-1299
- Txaga 1299
- Todor Svetoslav I Terter de Bulgària 1299-1321
- Jordi Terter II 1321-1323
- Miquel Segimon 1323-1330
- Ivan Esteve 1330-1331
- Ivan Alexandre (a Tirnovo des de 1362) 1331-1393
- Miquel Asen IV 1336-1354
- Ivan Stratsimir (a Vidin des de 1356) 1336-1398
- Ivan Segimon (a Tirnovo) 1362-1393

A l'Imperi Otomà 
- - Constantí II Asen de Bulgària 1362-1396
  - Voislav (associat)
  - Miquel Sviatoslav (associat)
  - governadors otomans de Vidin des de 1398

A l'Àustria 1683-1690
A l'Imperi Otomà 1690-1908
'; Regne de Bulgària
- Alexandre de Battenberg (Príncep de Bulgària) 1879-1886
- Ferran de Saxònia-Coburg-Gotha (Príncep 1886-1908, després rei) 1887-1918
- Boris III de Bulgària 1918-1943
- Simeó II de Bulgària (primer ministre 2001-2005) 1943-1946
- Regencia de Ciril, Filov i Mijov 1943-1944
- República Popular de Bulgària, 8 de setembre de 1946
- República de Bulgària, 1990